# Ингроссо, Себастьян
Себастьян Ингроссо (швед. Sebastian Ingrosso; род. 20 апреля 1983, Грэмстаун, ЮАР) — шведский диджей, продюсер, музыкант, владелец собственного лейбла Refune. Входит в состав коллектива Swedish House Mafia. В 2010 году, журнал DJ Magazine объявил итоги Top 100 DJ Poll, Sebastian Ingrosso занял 16 место. Двоюродный брат певца Беньямина Ингроссо.

## Биография

### Ранние годы и завоевание популярности
Можно сказать, что на жизненный выбор Sebastian Ingrosso повлиял отец. Мог ли Себастьян не выбрать house-музыку, когда его отец владел двумя музыкальными студиями? С детства он проводил все своё время там, уже в 14 лет он делал первые ремиксы и создавал первые треки. Как истинный итальянец, свой первый сет отыграл в пиццерии, а уже в 2009 играл на Sensation White перед 25 000 людей. Он родился в Грэмстауне, ЮАР, а вырос в столице Швеции — Стокгольме. Начал карьеру диджея и музыканта вместе со своим другом детства Steve Angello в середине 90-х, создав свои первые хиты — Freshly Squeezed и Echo Vibes на лейбле Joya Records. Так же со Стивом они создали множество работ под самыми различными псевдонимами — Buy Now, Fireflies, General Moders, Mode Hookers, Outfunk, The Sinners.
Находясь под сильным влиянием Daft Punk, Себастьян Ингроссо активно искал пути развития хауса в родной Швеции. В 2005 году Erick Morillo распознал в Анжелло и Ингроссо огромный потенциал и сразу же вписал их в Subliminal team. Результатом стал выход Subliminal Sessions. Кроме того, на его счету значится компиляция на одном из ведущих мировых лейблов — Ministry Of Sound Sessions 14, вышедшая в 2007 году.

### На пике славы
Сегодня Sebastian Ingrosso — успешный владелец лейбла Refune Records, ориентированного на House и Progressive house музыку, феноменальный ремиксер. Компания ID&T — крупнейший организатор танцевальных рейвов, выбрала именно его одним из хедлайнеров фестивалей Sensation в 2009 году, проходящих ныне по всему миру. Его талант был замечен и сегодня Ingrosso, Steve Angello и Axwell составляют ударную группу Стокгольмского хауса, получившую клеймо Swedish House Mafia.
24 марта 2013 года трио Swedish House Mafia объявили о распаде.

#### Swedish House Mafia
Проект был образован в конце 2008 года. В группу вошли три хаус DJ-я и продюсера: Sebastian Ingrosso, Axwell и Steve Angello. Шведская хаус-мафия выпустила свой первый сингл «One» под именем Swedish House Mafia 26 мая 2010 года, где он добился международного успеха. 24 июня 2012 года на своем официальном сайте разместили объявление о приостановке деятельности проекта. Sebastian Ingrosso заявил, что продолжит свою карьеру сольно. 25 марта 2018 года на юбилейной двадцатой серии крупнейшего фестиваля электронной музыки UMF Swedish House Mafia в неизменившемся составе отыграла свой сет на закрытии главной сцены. Факт закрытия ими фестиваля не разглашался до самого выступления, после чего возвращение Шведского трио наделало много шума по всему миру. В конце 2018 года группа анонсировала свой новый концертный тур. Сейчас Sebastian Ingrosso в составе Swedish House Mafia играет на крупных фестивалях Европы, таких как Creamfields и Ultra Europe, в рамках ранее оглашенного тура. 29 июля 2019 года выступил Sebastian Ingrosso и Steve Angello выступили на Amaze Festival в рамках проекта Buy Now.

## Дискография

### Миксы и альбомы
2005
- Mixmag presents Ibiza 4AM (feat. Steve Angello)
- Subliminal Sessions 8 (feat. Steve Angello)

2007
- Ministry of Sound presents Sessions 14

2008
- Mixmag compilation (August issue)

2009
- Golden Wave (feat. Steve Angello)

2010
- Mixmag presents Ibiza Closing (October issue)
- Sensation White — Celebrate Life Official compilation (CD1)

### Синглы
2000
- «Par Telephone»
- «Aero» (feat. Unless)
- «Dreams of Beirut» (feat. Luciano Ingrosso)

2001
- «Freshly Squesed EP» (as Outfunk)

2002
- «Moonflower» (feat. Luciano Ingrosso)
- «Echo Vibes» (as Outfunk)

2003
- «Lost in Music» (as Outfunk)
- «Sin EP1» (as The Sinners)
- «Sin EP2» (as The Sinners)

2004
- «Stockholm Disco EP» (feat. John Dahlback)
- «Mode Machine EP»
- «Hook Da Mode EP»
- «Cross the Sky» (as General Moders)
- «Swing Me Daddy» (as Mode Hookers)
- «Yo Yo Kidz» (feat. Steve Angello)

2005
- «Together» (feat. Axwell)
- «For Sale» as Buy Now (feat. Steve Angello)
- «83-83» (feat. Steve Angello)
- «Mode Machine»
- «Body Beat»
- «Yeah» (feat. Steve Angello)
- «Breathe/Instrumenetal» (as Mode Hookers)
- «Stockholm 2 Paris» (as First Optional Deal)

2006
- «Stockholm Disco EP»
- «I Can’t Get Enough» (as Fireflies, feat. Alexandra Prince)
- «Infatuation of a Dancing Belmun»
- «Click» (feat. Steve Angello)

2007
- «It’s True» (feat. Axwell)
- «Umbrella» (feat. Steve Angello)
- «Get Dumb» (feat. Axwell, Steve Angello & Laidback Luke)
- «Lick My Deck» (feat. John Dahlback)

2008
- «Fired UP/Click»
- «555» (feat. Steve Angello)
- «Partouze» (feat. Steve Angello)
- «Body Crash» as Buy Now! (feat. Steve Angello)
- «Chaa Chaa»
- «IT» (feat. Steve Angello & Laidback Luke)

2009
- «Meich» (feat. Dirty South)
- «Leave the World Behind» (feat. Axwell, Steve Angello & Laidback Luke ft. Deborah Cox)
- «Laktos»
- «Kidsos»
- «How Soon Is Now» (feat. Julie McKnight with David Guetta and Dirty South)

2011
- «Calling» (feat. Alesso)

2012
- «Reload» (feat. Tommy Trash & John Martin)

"2016"
- «Dark River»
- «Dark River» (Festival Version)
- «FLAGS!» (feat. LIOHN & Salvatore)

### Продюсер
2008
- Lazee — Rock Away
- Lazee — Can’t Change Me

2009
- Kid Sister — Right Hand Hi

2010
- Kylie Minogue — Stupid Boy

### Ремиксы
2002
- Sheridan — Wants Vs. Needs
- Robyn — Keep This Fire Burning

2003
- Arcade Mode — Your Love (Steve Angello & Ingrosso Remix)

2004
- Dukes Of Sluca — Don’t Stop (Remixes)
- Steve Angello — Acid / Euro
- Eric Prydz — Call On Me (Steve Angello & Ingrosso Remix)
- StoneBridge — Put 'Em High (Steve Angello & Sebastian Ingrosso Remix)

2005
- In-N-Out — EQ-Lizer (Steve Angello & Ingrosso Remix)
- Steve Lawler — That Sound (Steve Angello & Ingrosso Remix)
- Robbie Rivera & StoneBridge — One Eye Shut (Steve Angello & Sebastian Ingrosso Remix)
- Naughty Queen — Famous & Rich (Steve Angello & Ingrosso Remix)
- Sahara — Everytime I Feel It (Steve Angello & Sebastian Ingrosso Remix)
- Full Blown — Some Kinda Freak
- Modern, The — Industry
- Joachim Garraud — Rock The Choice (Sebastian Ingrosso Remix)
- Moby — Dream About Me
- Tony Senghore — Peace (Sebastian Ingrosso Remix)
- Ernesto Vs Bastian — Dark Side Of The Moon (Axwell & Sebastian Ingrosso Remix)
- Deep Dish — Say Hello (Steve Angello & Sebastian Ingrosso Remix)
- Röyksopp — 49 Percent (Steve Angello & Sebastian Ingrosso Remix)
- Alex Neri — Housetrack
- DJ Flex And Sandy W — Love For You (Steve Angello & Sebastian Ingrosso Remix)

2006
- Ultra DJ’s — Me & U (Steve Angello & Sebastian Ingrosso Edit)
- Justin Timberlake — My Love (Steve Angello & Sebastian Ingrosso Remix)
- Eric Prydz vs. Floyd — Proper Education
- Julien Jabre — Swimming Places (Sebastian Ingrosso Re-Edit)

2007
- Robbie Rivera — One Eye Shut (Steve Angello & Sebastian Ingrosso Remix)
- Hard-Fi — Suburban Knights (Steve Angello & Sebastian Ingrosso Remix)

2008
- Felix Da Housecat ft P Diddy — Jack U (Steve Angello & Sebastian Ingrosso Remix)

2010
- Mohombi — Bumpy Ride
- Miike Snow — Silvia (Sebastian Ingrosso & Dirty South Remix)

### Swedish House Mafia
все в сотрудничестве с Axwell и Steve Angello
Синглы
2010
- «One»
- «One» (Your Name)" feat. Pharrell Williams)
- «Miami 2 Ibiza»
- «Miami 2 Ibiza» vs. Tinie Tempah

2011
- «Save The World» (feat. John Martin)
- «Antidote» (feat. Knife Party)

2012
- «Greyhound»
- «Don’t You Worry Child» (feat. John Martin)

Ремиксы
2011
- «Coldplay — Every Teardrop Is A Waterfall» (Swedish House Mafia Remix)

Axwell Λ Ingrosso
все в сотрудничестве с Axwell
2014
Axwell Λ Ingrosso – We Come, We Rave, We Love
Axwell Λ Ingrosso – Can't Hold Us Down
Axwell Λ Ingrosso – Something New
2015
Axwell Λ Ingrosso – On My Way
Axwell Λ Ingrosso – Sun Is Shining
Axwell Λ Ingrosso - This Time
Axwell Λ Ingrosso ft. Pharrell Williams - Dream Bigger
2016
Axwell Λ Ingrosso - Thinking About You
2017
Axwell Λ Ingrosso feat. Kid Ink - I Love You
Axwell Λ Ingrosso - More Than You Know
2018
Axwell Λ Ingrosso feat. RØMANS - Dancing Alone